# Australská federace ledního hokeje
Australská federace ledního hokeje, anglicky Australian Ice Hockey Federation, též Ice Hockey Australia, je národní hokejovou federací Austrálie. Členem IIHF je od 11. února 1938. Jejím nynějším prezidentem je Don Rurak.
V současnosti[kdy?] je v Austrálii okolo 3000 registrovaných hráčů, z toho přes 1500 v kategorii mužů a okolo 1150 hráčů v kategorii juniorů. Registrováno je rovněž okolo 250 žen. K dispozici je 21 krytých hřišť.
Mužská australská hokejová reprezentace se zúčastňuje mistrovství světa v ledním hokeji, v roce 2009 sestoupila z Divize I. do Divize II. V roce 2008 byla na žebříčku IIHF na 33. místě. Ženská hokejová reprezentace byla v témže roce na 25. místě.
Nejvyšší klubovou mužskou soutěží je Australská liga ledního hokeje (Australian Ice Hockey League). V současné podobě se hraje od roku 2000, v roce 2023 ji hrálo deset týmů. Vítěz ligy získává Goodall Cup, který patří k celosvětově nejstarším hokejovým trofejím, hraje se o něj od roku 1909. Před založením ligy byl Goodall Cup soutěží mezi výběry jednotlivých australských států.